# Deutsche Schwimmmeisterschaften 1979
Die 91. Deutschen Meisterschaften im Schwimmen fanden im Juli 1979 im Westbad von Freiburg im Breisgau statt.

## Deutsche Meister 1979
| Disziplin           | Männer          | Männer | Männer | Frauen            | Frauen           | Frauen |
| Disziplin           | Name            | Verein | Zeit   | Name              | Verein           | Zeit   |
| ------------------- | --------------- | ------ | ------ | ----------------- | ---------------- | ------ |
| 100 m Freistil      | Klaus Steinbach |        |        | Marion Aizpors    |                  |        |
| 200 m Freistil      | Andreas Schmidt |        |        | Marion Aizpors    |                  |        |
| 400 m Freistil      | Frank Wennmann  |        |        | Ina Beyermann     | SV Rhenania Köln |        |
| 1500 m Freistil     | Gerald Schlupp  |        |        |                   |                  |        |
| 100 m Brust         | Gerald Mörken   |        |        | Angelika Knipping |                  |        |
| 200 m Brust         | Jürgen Bruhn    |        |        | Angelika Knipping |                  |        |
| 100 m Rücken        | Thomas Lebherz  |        |        | Ute Neubert       |                  |        |
| 200 m Rücken        | Thomas Lebherz  |        |        | Angelika Grieser  |                  |        |
| 100 m Schmetterling | Andreas Behrend |        |        | Karin Seick       | SG Wiste         |        |
| 200 m Schmetterling | Michael Kraus   |        |        | Ina Beyermann     | SV Rhenania Köln |        |
| 200 m Lagen         | Klaus Steinbach |        |        | Irene Sindern     |                  |        |
| 400 m Lagen         | Volker Küchler  |        |        | Irene Sindern     |                  |        |